# 松元國士
松元 國士（まつもと こくし、1976年12月9日-2018年1月2日）は、イスラエルの護身術クラヴマガのインストラクター。東京都出身。クラヴマガ・ジャパン会長兼CEO。クラヴマガ三段。

## 来歴
1998年、アメリカ留学中にロサンゼルスにてクラヴマガと出会い、ダレン・レバインに師事する。
2001年12月、国際クラヴマガ協会のインストラクターの資格を取得。
2002年、国際クラヴ・マガ協会 日本総本部を設立。クラヴマガ・ワールドワイドよりリード・インストラクターに任命される。
2002年8月に、国際クラヴマガ協会の会長エヤル・ヤニロブと連名で「クラヴ・マガ」の名称を商標登録。
2003年10月、クラヴマガ・ワールドワイドと提携し、国際クラヴ・マガ協会と決裂。
2004年、クラヴマガ・ジャパン株式会社を設立。
2009年、クラヴマガ・ジャパン 青山スタジオをオープンする。
2018年、1月2日(火)逝去。

## クラヴマガ・ジャパンの特徴
雑誌やテレビ番組などに掲載されることが多く、メディア戦略には力を入れている。また、従来の格闘技などとは異なり、女性誌など女性向けメディアに多く露出し、女性顧客の獲得に力を入れている。
練習場所も道場やジムなど、従来の格闘技などと同様の名称を使用せずスタジオと呼び、そのスタジオの内装も赤と白を基調にした清潔感のあるものにして、女性が抵抗無く入会できる環境としている。また、スタジオの所在地も流行に敏感な女性を意識して、青山や市ヶ谷など都心に配置している。
レッスンの具体的な内容は、1回60分のクラス形式で、準備運動やストレッチの後、パンチやキックなどの攻撃の練習を行う。その後、ドリルと言われる応用練習を行う。クラスの後半には、危険を想定した護身術の練習が行われる。
クラヴマガの護身テクニックを中心としたレベル1～5のクラスのほか、フィットネス感覚で参加できるコンディショニングクラスや、スパーリングなど、格闘技色の強い練習を希望する者向けのファイティングクラスなどもオプションプログラムとして提供している。 レベル3以上の中～上級者レベルでは、スパーリングも部分的に取り入れているという。

## クラヴ・マガの商標登録問題
松元國士は、国際クラヴマガ協会の会長エヤル・ヤニロブと連名で「クラヴ・マガ」の名称を商標登録している。しかし、クラヴ・マガは、国際的な競技団体が複数存在する護身術である。
そのため、日本でクラヴ・マガを指導しているアヴィ・マザルト、ボアズ・ハガイや、『イスラエル軍式護身術 クラブマガ入門』（イミ スデ・オー、エヤル・ヤニロブ共著、原書房、2001年）の監修者である、横山雅始、などとの間に、クラヴマガの名称使用などでトラブルが発生している。

## メディア掲載
上記のように、メディア戦略を重視しているため、下記の映画やドラマなどと提携している。
- レイン・フォール/雨の牙
- 交渉人～THE NEGOTIATOR～
- SP 警視庁警備部警護課第四係
- 東京DOGS